# Безовица (община Копер)
Вижте пояснителната страница за други значения на Безовица.
Безовица (на словенски: Bezovica) е село в Словения, Обално-крашки регион, община Копер. Според Националната статистическа служба на Република Словения през 2002 г. селото има 74 жители.